# Paul Forman (Schauspieler)
Paul Forman (* 16. März 1994 in England) ist ein britischer Fernseh- und Filmschauspieler.

## Leben
Forman ist Absolvent des Drama Studio London. Er beendete seine Ausbildung im Jahr 2016. Er war auch als Model tätig. Seine erste Schauspielrolle erhielt er 2018 im Kurzfilm Dreams. 2019 spielte er im Drama Nevrland. Es folgten Nebenrollen in den Serien The Spanish Princess und Frank of Ireland. 2022 spielte er „Nicolas de Léon“ in der Netflix-Serie Emily in Paris. Im selben Jahr spielte er „Luke“ in der Amazon-Dramaserie Riches.

## Filmografie
- 2018: Dreams (Kurzfilm)
- 2019: Seagull
- 2019: Nevrland
- 2020: The Spanish Princess (Fernsehserie, 2 Folgen)
- 2021: Frank of Ireland (Fernsehserie, 2 Folgen)
- 2022: McDonald & Dodds (Fernsehserie, 1 Folge)
- 2022: Emily in Paris (Fernsehserie, 6 Folgen)
- 2022: Riches (Fernsehserie, 5 Folgen)